# Pantaleone (nome)
Pantaleone  è un nome proprio di persona italiano maschile.

## Varianti
- Maschile: Pantalone[1][6], Pantaleo[3][4][6]
- Femminili: Pantaleona[6], Pantalona[6], Pantalea[3][6]

### Varianti in altre lingue
- Basco: Pandalone[7]
- Catalano: Pantaleó[7]
- Ceco: Pantaleon
- Francese: Pantaléon
- Greco antico: Πανταλεων (Pantaleon)[2][4]
- Greco moderno: Παντολέων (Pantoleōn)
- Latino: Pantaleo[3][4], Pantaleon[1]
- Polacco: Pantaleon
- Portoghese: Pantaleão
- Russo: Пантолеон (Pantoleon)
- Spagnolo: Pantaleón[7]
- Tedesco: Pantaleon
- Ungherese: Pantaleon

## Origine e diffusione

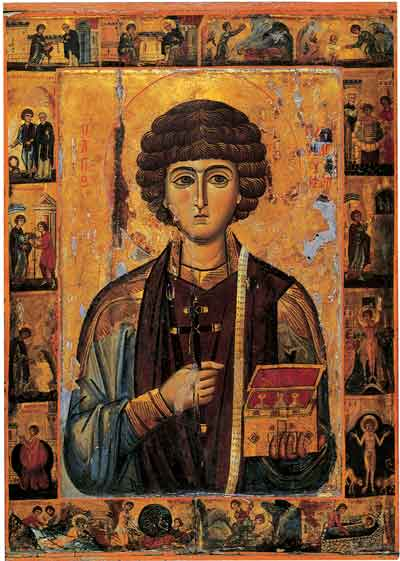
San Pantaleone

Deriva dal nome greco Πανταλεων (Pantaleon), composto da παντός (pantos) o πάντα (panta), rispettivamente il genitivo e l'accusativo/nominativo di παν (pan, "tutto"), e λεων (leon, "leone"). Il senso complessivo può essere interpretato come "del tutto leone", "forte/valoroso come un leone" o "leone in ogni cosa", significato analogo a quello del nome Leonardo. Va notato che diversi nomi di origine greca sono formati secondo lo schema "παν + aggettivo", come ad esempio Pancrazio, Panfilo, Pandora e Panagiōtīs.
Questo nome venne portato da san Pantaleone, un medico dell'Anatolia, il cui culto, ben diffuso sia nell'Oriente cristiano, tanto quanto nell'Occidente, è sostanzialmente responsabile della diffusione del nome e si riflette anche in un diversi toponimi in tutta Europa. San Pantaleone è noto anche come Pantalemone o Pantaleimone, dal greco Παντελεημων (Panteleimon, latinizzato in Pantaleemon), dove il secondo elemento è sostituito da ελεημων (eleemon, "compassionevole"); da Panteleimon deriva il moderno nome greco Pantelīs.
In Italia, il nome è diffuso maggiormente in Abruzzo e Calabria nella forma base, e in Puglia nella variante "Pantaleo". In passato era assai comune anche a Venezia, dove si trova l'antica chiesa di San Pantalon: il nome, nella forma vernacolare Pantalón, era talmente diffuso che diventò, tramite un processo deonomastico, sinonimo di "veneziano" e più tardi, quando la sua popolarità era ormai scemata, prese anche il senso di "sciocco", "uomo tardo", e per lo stesso motivo il nome venne attribuito alla celebre maschera della commedia dell'arte Pantalone; in Francia, il nome della maschera passò ad indicare il tipo di vestito che indossava, detto pantalon, da cui sono nati, col tempi, gli odierni pantaloni.

## Onomastico
L'onomastico si festeggia il 27 luglio in onore del già citato san Pantaleone, medico e martire a Nicomedia sotto Diocleziano o Massimiano, patrono dei medici e delle ostetriche, uno dei quattordici santi ausiliatori la cui intercessione veniva invocata nell'antichità per la guarigione da particolari malattie. Con questo nome e nello stesso giorno si commemora anche san Pantaleone, martire assieme a Mauro e Sergio nel II secolo. Un altro santo con questo nome, martire in Abissinia, si festeggia inoltre il 3 ottobre.

## Persone
- Pantaleone, monaco e mosaicista italiano
- Pantaleone d'India, sovrano indo-greco
- Pantaleone di Nicomedia, medico anatolico
- Pantaleone Cybo, cardinale italiano
- Pantaleone Giustinian, patriarca cattolico italiano
- Pantaleone Pironti, vescovo cattolico italiano
- Pantaleone Rapino, militare italiano
- Pantaleone Sergi, giornalista, scrittore e storico italiano

### Variante Pantaleo
- Pantaleo Carabellese, filosofo italiano
- Pantaleo Corvino, dirigente sportivo italiano
- Pantaleo De Gennaro, calciatore, allenatore di calcio e dirigente sportivo italiano
- Pantaleo Magurano, calciatore italiano

### Altre varianti
- Pantaleón Álvarez, politico filippino
- Pantaleon Hebenstreit, musicista e compositore tedesco
- Pantaleon Szyndler, pittore polacco